# 你好，李焕英
《你好，李煥英》（英語：Hi, Mom）是由贾玲自編自導並與沈腾、陈赫、张小斐、刘佳等人主演的2021年中國喜剧电影，改编自贾玲在浙江卫视喜剧竞技节目《喜剧总动员》中创作的同名小品。电影于2019年9月25日开机，并于2020年1月7日杀青，是贾玲筹备三年的作品。2020年10月29日发布定档预告及海报。于2021年2月12日（大年初一）上映。截至4月10日，該片上映第57天累計票房突破54億人民幣。贾玲成为全球票房最高女导演，电影票房位列中國影史票房第二名（2021年10月30日后列第三名），进入全球票房前一百名。

## 劇情
剧情主要讲述了2001年贾晓玲的母亲意外去世，刚考上大学的女孩贾晓玲经历了人生的大起大落后在悲伤至极的情绪裡，意外穿越回1981年与母亲相遇并成为閨蜜的故事。贾晓玲为了让李焕英今后过上更好的生活，也为了让他能够在自己死对头面前出一口气。两人上演了众多啼笑皆非的闹剧，先是贾晓玲假扮盲人，帮助李焕英抢上全廠第一台电视机，再到参加全廠举办的女子排球比赛。最后到贾晓玲帮助沈光林，追求李焕英。二人形影不离，宛如闺蜜。与此同时，贾晓玲也结识了一群天真善良的好朋友。贾晓玲以为来到了这片“广阔天地”，她可以凭借自己超前的思维，让母亲“大有作为”，但结果却让贾晓玲感到意外。

## 演员
| 演员                                      | 角色           | 介绍                                                                                           | 备注 | TVB粵語配音         |
| ----------------------------------------- | -------------- | ---------------------------------------------------------------------------------------------- | --- | ------------------- |
| 贾玲 幼年：孫婉竹 童年：董若溪 少年：李玲 | 贾晓玲         | 省艺校毕业生，意外穿越回1981年，成了母亲“省城二姑家表妹李乐莹”                                 | 李焕英与贾文田的女儿 | 魏惠娥              |
| 张小斐 中年：刘佳                         | 李焕英         | 胜利化工厂女工，贾晓玲的母亲                                                                   | 以现实生活中贾玲的母亲为原型 现实生活中的2001年9月，贾玲考上了中央戏剧学院相声班，开学一个月后她收到了来自家里的噩耗——母亲意外从拖拉机上摔下来，抢救无效去世，享年48岁。当时贾玲的妈妈和爸爸一起去通稻草，拖拉机上的稻草堆得很高，而只有5分钟的路程就到家了。妈妈怕稻草倾倒，便坐在了稻草上面压着，没想到出了意外。 | 劉惠雲 中年：黃鳳英 |
| 沈腾                                      | 沈光林         | 胜利化工厂厂长的儿子，合唱队指挥，喜欢李焕英，后来去深圳创业，和王琴结婚                       | | 雷霆                |
| 陳赫                                      | 冷特           | 吊儿郎当的二愣子，厂区一霸，喜欢穿越回去的贾晓玲                                               | | 李致林              |
| 何翯 中年：丁嘉丽                         | 包玉梅         | 胜利化工厂女工，李焕英的闺蜜                                                                   | 英子的好友 | 曾秀清 中年：林丹鳳 |
| 包文婧                                    | 趙豔華         | 胜利化工厂广播站播音员                                                                         | 英子的好友 | 陳皓宜              |
| 韓雲雲 中年：王琳                         | 王琴           | 胜利化工厂女工，李焕英的对头，后来被派去深圳开拓业务，嫁给沈光林，富有爱炫耀，女儿是UCLA的学生 | | 詹健兒 中年：許盈   |
| 杜源                                      | 沈厂长         | 沈光林的父亲，后来提拔为书记                                                                   | | 黃子敬              |
| 許君聰 中年：李一峰                       | 徐志凱         | 胜利化工厂车间主任                                                                             | | 蘇強文 中年：葉振聲 |
| 何欢 中年：纪原                           | 张江           | 胜利化工厂工人                                                                                 | | 李安邦 中年：潘文柏 |
| 喬杉 中年：賈文田                         | 賈文田         | 胜利化工厂工人，与相恋三年的李焕英结婚                                                         | 以现实生活中贾玲的父亲为原型 | 陳卓智 中年：招世亮 |
| 葛珊珊                                    | 王桂香         | 胜利化工厂女工，有家族遗传的斑秃                                                               | 英子的好友 | 羅孔柔              |
| 黃小貓                                    | 毛芹           | 胜利化工厂女工，有俄罗斯血统，人高马大                                                         | 演员为美国人 | 鄭麗麗              |
| 姬晴                                      | 徐凤芝         | 胜利化工厂女工，王琴的闺蜜                                                                     | 王琴的好友 | 成瑤孆              |
| 史策                                      | 白雅文         | 胜利化工厂女工，劳动能手                                                                       | 英子的好友 | 葉曉欣              |
| 冯巩                                      | 李奋进         |                                                                                                | 客串 | 張錦江              |
| 潘斌龙                                    | 文艺汇演主持人 |                                                                                                | | 翟耀輝              |
| 王小利                                    | 文艺汇演观众   |                                                                                                | | 招世亮              |
| 王麗涵                                    | 初中老師       | 賈曉玲的初中老師                                                                               | | 梁少霞              |
| 曹賀軍                                    | 司儀           |                                                                                                | | 曹啟謙              |
| 趙婷婷                                    | 電視售貨員     |                                                                                                | | 陸惠玲              |
| 卜鈺                                      | 沙浩           | 冷特的手下                                                                                     | | 鄧志堅              |
| 劉宏祿                                    | 馬軍           | 冷特的手下                                                                                     | | 張方正              |
| 孫集斌                                    | 排球比賽裁判   |                                                                                                | | 劉奕希              |
| 馬蘭                                      | 王母           | 王桂香的母親                                                                                   | | 雷碧娜              |
| 夏雪                                      | 王嬸           |                                                                                                | | 袁淑珍              |
| 石欣                                      | 護士           |                                                                                                | | 陳皓宜              |
| 朱天福                                    | 剛子           | 賈曉玲的朋友，幫她辦假錄取通知書。                                                             | | 黃積權              |

## 制作发行
《你好，李焕英》是贾玲导演的处女作。该片在湖北省襄阳市拍摄，取景地包括湖北卫东控股集团有限公司、六〇三文创园、湖北化纤厂等地。
前期宣传
2019年9月25日，贾玲发文宣布电影《你好，李焕英》开机。
2020年1月7日，电影宣布杀青；10月29日，该片宣布定档2021年大年初一（2月12日）；12月16日，该片发布“这是什么样的家庭啊”预告；12月24日，该片发布贾玲、沈腾和张小斐三人“都很优秀”版海报；12月25日，该片发布“爸爸去哪儿”特辑；12月31日，片方发布推广曲《路灯下的小姑娘》MV。
2021年1月12日，该片发布“1981留念”版海报  ；1月，该片发布“我能让你更高兴”版预告 ；1月20日，片方发布“哈哈哈哈哈哈”幕后特辑 ；1月22日，片方发布发布“挂历”海报；1月29日，该片发布《依兰爱情故事》MV及预售海报；3月2日，片方发布“贴心”版海报宣布影片2022年1月7日在日本上映。
2022年4月16日，该片发布台灣版预告，宣布于5月6日母亲节在台灣上映。8月9日，该片发布2022微博电影之夜的特别活动“来自电影的一句告白”海报。12月1日至4日，韩国举办电影展，《你好，李焕英》将在韩国上映。

## 主题曲
主题曲《萱草花》获选人民日报2021年度十大BGM。

## 反響

### 票房
《你好，李焕英》上映2天的票房超过了5亿元人民币。2月15日单日票房达4.5亿元人民币，首度超越豆瓣评分下滑至5.9分的《唐人街探案3》。截至2月16日15时37分总票房已超20亿，该片导演贾玲也打破了刘若英《后来的我们》13.6亿的票房纪录，成为中国影史票房最高的女导演。截至2月21日22时08分，该片票房突破40.25亿元，超越《唐人街探案3》的40.24亿元。截至2月27日16点57分，该片票房突破46.86亿元，超越《流浪地球》，成为春节档票房新纪录，并升入中国影史票房前三。《流浪地球》于同日发博祝贺：“欢迎光临春节档票房新纪录，小破球为你助力加油！”。随后，导演郭帆转发表示祝贺，贾玲回应道：“感谢郭导，一起为中国电影加油！”。截至3月6日13点33分，该片总票房突破50亿元，成为中国影史第三部破50亿影片，也打破了中国影史最快破50亿票房纪录。同日20点27分，该片总票房达到50.36亿元，超越《哪吒之魔童降世》，成为中国影史票房第二名。《哪吒之魔童降世》官博也发来祝贺图。3月10日中午，总票房超过人民币51.5亿元，折合7.85亿美元以上，超过全球票房榜第99名《死侍》(7.83亿美元)，正式进入全球票房前一百名。3月20日，票房收入突破53亿，由此贾玲成为全球票房最高女导演。截至4月6日，该片累计票房达到53.95亿人民币，超过《神奇女侠》；截至4月10日，该片上映第57天累计票房突破54亿人民币。
2025年1月29日上映的《哪吒之魔童闹海》超越了《你好，李焕英》，成为中国电影总票房第三。
| 上一届： 《唐人街探案3》 | 2021年中国内地一周票房冠军 第7-10週 | 下一届： 《阿凡达》 |

### 全球上映
2021年3月14日，《你好，李焕英》片方宣布在全球上映，包括北美、日本、韩国、英国、西班牙、澳大利亚、新西兰、哥伦比亚等国家与地区。

### 评价
截至3月8日，影片在豆瓣的评分为8.1分，猫眼9.5分。一些明星在观看完该片后予以高度评价，如黄晓明、薇娅等。由于该片讲述的是母女亲情的故事，因此引发了“佳节倍思亲”的群体性情感共鸣。
每一个故事，无论是科幻还是现在，还是发生在20世纪80年代的，像《你好，李焕英》那样的故事，它都是关于人的，而人都会在情感上互相联系。（导演詹姆斯·卡梅隆评）
该片是漂亮的一匹“黑马”，因为该片是女性题材，也是女性导演的。它的成功最主要的因素就是真情胜过套路，导演贾玲对母亲的真诚的怀念，是一个“她视角”或者“她经济”的全面胜利。（影评人谭飞评）
《Hi, Mom》作为《你好，李焕英》的英文名也颇有深意。在全世界5651种语言中，对“妈妈”的发音都极为相似，影片译为《Hi, Mom》不仅解决了因中外文化意象不同所导致的理解鸿沟，同时从整个剧情延展角度来讲，李焕英泛指天下所有母亲，而每位母亲都希望自己的孩子可以健康、快乐的成长。可以说，这部电影真正做到了献给天下所有的妈妈。（中国新闻网评）
该片不是一部剧情逻辑能够自洽的作品，戏剧冲突的设计过于直接简单甚至鲁莽，但最终故事的情感浓度、笑与泪相加的观影效果，使得观众忽略了作品的缺憾，沉浸在了情绪当中。贾玲根据自己与母亲的故事创作了这部电影，她强大的个人风格穿透了“大众化”这堵疏密有致的“围墙”，使观众无意识间过滤掉了电影这一大众产品自身所携带的文化噪声，愿意被创作者至纯的情感所打动。（《新京报》评）
中央纪委国家监委网站评：观众坐在电影院里，一开始被频繁逗笑，后来又潸然泪下，无数次泪奔，电影用温情而真挚的艺术手法呈现了细腻、无私的母爱，感动了无数人的心。正是因为母女间的这份简单、纯粹、诚挚的情感内核触碰了人们内心柔软的地方，打动了千万观众。电影中的“李焕英”也是现实生活里无数母亲的缩影，她们同样平凡而伟大，给予观众温暖和力量。

### 其他
该片中出现的“勝利化工廠”，即为现实中的襄阳勝衛東化工廠。由于该片的热映，不少當地人都在春節假期中前去打卡。而隨着春節的結束，该厂廠區貼出告示，衛東集團公司已於2月16日開工上班，进入廠區的道路已嚴重影響正常通行和公司的正常生產經營，自即日起謝絕访客參觀。
2023年10月，据外媒报道，索尼影业宣布将翻拍英语版《你好，李焕英》，原版导演贾玲担任执行制片人。
影片中李焕英有一位来自海拉尔的俄罗斯族同事毛芹，自称“老毛子”。但“毛子”是对俄国人的半戏谑半侮辱性称呼。

## 获奖情况
| 年份 | 頒獎典禮                             | 獎項                     | 入围者           | 結果 |
| ---- | ------------------------------------ | ------------------------ | ---------------- | ---- |
| 2021 | 第34届中国电影金鸡奖                 | 最佳女主角               | 张小斐           | 獲獎 |
| 2021 | 第34届中国电影金鸡奖                 | 最佳女配角               | 刘佳             | 提名 |
| 2021 | 第34届中国电影金鸡奖                 | 最佳导演处女作           | 贾玲             | 提名 |
| 2022 | 第36届大众电影百花奖                 | 优秀影片                 | 《你好，李焕英》 | 獲獎 |
| 2022 | 第36届大众电影百花奖                 | 最佳导演                 | 贾玲             | 提名 |
| 2022 | 第36届大众电影百花奖                 | 最佳编剧                 | 贾玲、孙集斌     | 提名 |
| 2022 | 第36届大众电影百花奖                 | 最佳女主角               | 贾玲、张小斐     | 提名 |
| 2022 | 第36届大众电影百花奖                 | 最佳女配角               | 刘佳             | 提名 |
| 2023 | 第19屆中國電影華表獎                 | 优秀故事片               | 《你好，李焕英》 | 獲獎 |
| 2023 | 第19屆中國電影華表獎                 | 优秀女演员               | 贾玲             | 提名 |
| 2024 | 中国电影导演协会2020年至2023年度表彰 | 年度电影（2021年度）     | 《你好，李焕英》 | 獲獎 |
| 2024 | 中国电影导演协会2020年至2023年度表彰 | 年度青年导演（2021年度） | 贾玲             | 提名 |
| 2024 | 中国电影导演协会2020年至2023年度表彰 | 年度女演员（2021年度）   | 张小斐           | 提名 |

## 外部連結
- 豆瓣电影上《你好，李焕英》的資料 （简体中文）
- 电影你好李焕英的新浪微博
- 互联网电影数据库（IMDb）上《你好，李焕英》的资料（英文）